# (4196) Шуя
(4196) Шуя (лат. Shuya) — типичный астероид главного пояса, открыт 16 сентября 1982 года советским астрономом Людмилой Черных в Крымской астрофизической обсерватории и 27 июня 1991 года назван в честь города Шуи.

## Обнаружение и именование
(4196) Шуя
Открыт 16 сентября 1982 года в Научном Л. И. Черных.
Назван в честь места рождения первооткрывателя, города в Центральной России. Первооткрывательница посвящает это имя своим родителям, Екатерине Ильиничне Трушечкиной (1907—1950) и Ивану Мокеевичу Трушечкину (1907— ).
Оригинальный текст (англ.)4196 Shuya
Discovered 1982-09-16 by Chernykh, L. I. at Nauchnyj.
Named for the discoverer's birthplace, a town in Central Russia. The discoverer dedicates this name to her parents, Ekaterina Il'inichna Trushechkina (1907—1950) and Ivan Mokeevich Trushechkin (1907— ).
Источники: DISCOVERY.DB; M.P.C. 18456.

## Орбита

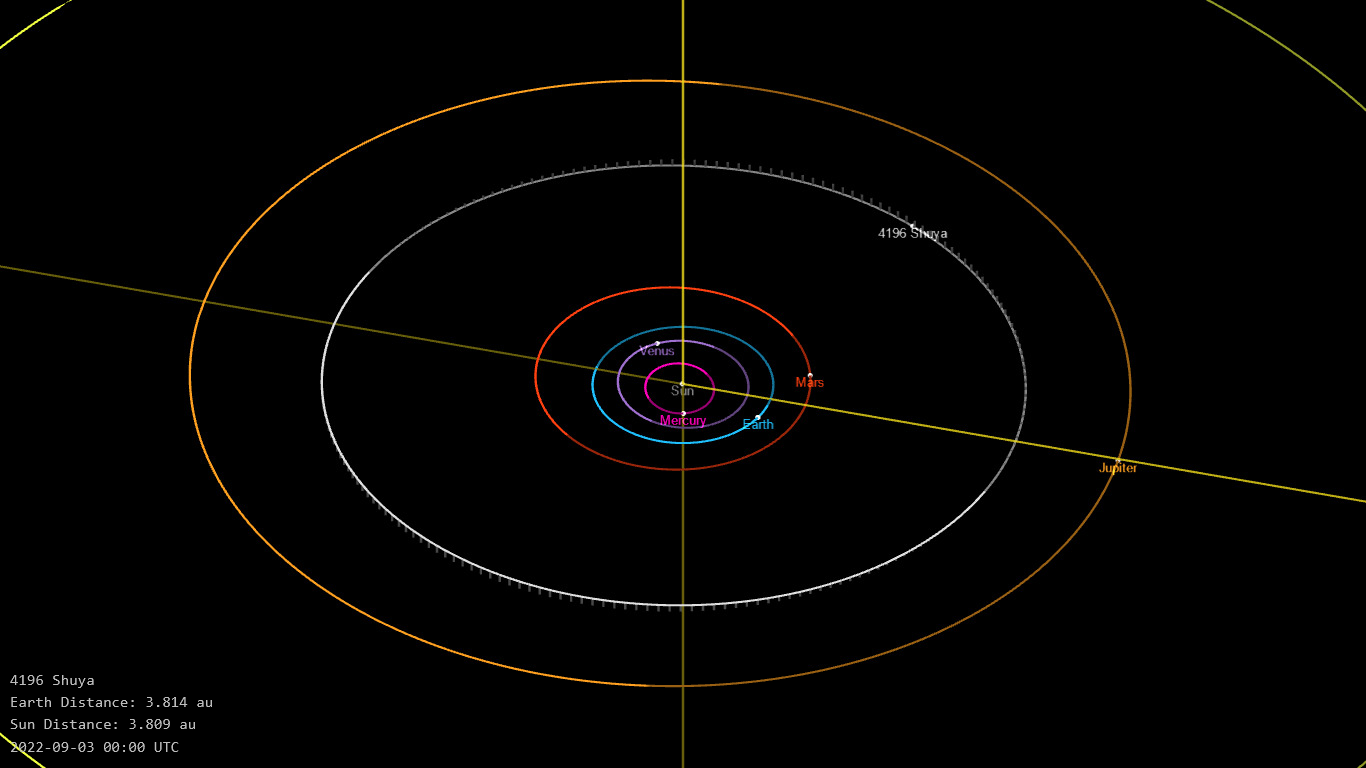
Орбита астероида Шуя и его положение в Солнечной системе

## Физические характеристики
Астероид относят к таксономическому классу D или к классу Ds.
По результатам наблюдений в инфракрасном диапазоне спутника Akari и наблюдений в видимом и ближнем инфракрасном диапазоне космического телескопа NEOWISE диаметр астероида сначала оценивался равным 38,28±0,97 км, позже — 38,066±0,503 км. Согласно тем же источникам альбедо оценивается как 0,065±0,004, 0,07±0,01 и 0,064±0,013.